# Passos (Mirandela)
Passos es una freguesia portuguesa del municipio de Mirandela, con 18,43 km² de superficie y 479 habitantes (2001). Su densidad de población es de 26,0 hab/km².